# توماس أونتو
توماس أونتو (بالإسبانية: Tomás Oneto)‏ هو لاعب كرة قدم أرجنتيني في مركز الدفاع، ولد في 19 فبراير 1998 في San Pedro Partido ‏ في الأرجنتين. لعب مع تاليريس كوردوبا.

## وصلات خارجية
- توماس أونتو على موقع قاعدة بيانات كرة القدم.إي يو (الإنجليزية)
- توماس أونتو على موقع Soccerway.com (الإنجليزية)